# Port Blair
Port Blair  (Hindi: पोर्ट ब्लेयर) az indiai Andamán- és Nikobár-szigetek szövetségi terület legnagyobb városa és székhelye.  A Déli Andamán sziget keleti partján fekszik és a szigetek fő kikötője. Egyben az  Andamán körzet (district) és  Port Blair járás (tehsil) székhelye is. A város számos múzeumnak és az indiai partőrség támaszpontjának is otthont ad.

## Története
Port Blair  Archibald Blair-ről kapta a nevét, aki a Brit Kelet-Indiai Társaság hadnagya volt és 1789-ben megpróbált gyarmatot létesíteni itt  – sikertelenül. Port Blairt 1858-ban újból megalapították, ekkor már mint büntető kolóniát. A fogvatartottak főleg politikai rabok voltak, akiket életfogytiglani börtönbüntetésre ítéltek, kemény munkát végeztek, gyakran embertelen körülmények között. Sokukat felakasztották, mások betegségben vagy éhezésben haltak meg. A börtön eredetileg a Vipera-szigeten volt, melyet Blair The Viper nevű hajójáról neveztek el.
1864 és 1867 között a Ross sziget északi részén egy büntető létesítményt építtettek a rabokkal Ennek azonban csak a romjai maradtak fenn.
Arthur Conan Doyle: A négyek jele című, 1890-ben megjelent regényének, a Sherlock Holmes-sorozat második történetének egy része ebben a büntetőtáborban játszódik egy elítélt szemszögéből ábrázolva.
A 19. század végén felerősödött indiai szabadságmozgalmakra válaszul a britek 1896 és 1906 között egy hatalmas cellabörtönt építettek, ahol számos politikai foglyot őriztek magánzárkákban. Ezt „kálá pání”-nak, azaz fekete víznek is nevezték.
1943 és 1944 között Port Blairben rendezkedett be a Subhash Chandra Bose által vezetett indiai hadi kormányzati központ.
Bár a 2004-es cunami hatása érezhető volt a városban, a károkat hamar kijavították és itt volt a mentőalakulatok központja a szigeteken.

## Népesség
2003-ban a város lakossága  100 186 fő volt. A férfi/nő arány  52%/48%. Az írástudás aránya 77%, amely magasabb a nemzeti átlagnál (59,5%): férfiaknál  81%, nőknél 72%. A lakosság  11%-a 6 évnél fiatalabb.

## Közlekedés
Port Blair és a szárazföldi kikötők között  (Kolkata, Csennai és Vishakhapatnam) számos utas- és  teherszállító hajójárat közlekedik. Prt Blairt a környező szigetekkel kompjáratok kötik össze.
A Vir Savarkar repülőtéren nemzetközi és belföldi járatok is közlekednek.